# صموئيل بالمر
صموئيل بالمر هو لاعب هوكي جليد سويسري، ولد في 1 مايو 1968 في Unterseen ‏ في سويسرا.

## وصلات خارجية
- صموئيل بالمر على موقع EliteProspects.com (الإنجليزية)
- صموئيل بالمر على موقع HockeyDB.com (الإنجليزية)
- صموئيل بالمر على موقع أوليمبيديا (الإنجليزية)